# 海因茨·勃兰特
海因茨·勃兰特（德語：Heinz Brandt，1907年3月11日—1944年7月21日），德国男子马术运动员、軍官。他曾代表德国参加1936年夏季奥林匹克运动会马术比赛，获得团体场地障碍赛金牌和个人场地障碍赛第16名。他加入德國國防軍參與了二戰，並在1944年針對希特勒的7月20日密谋案中重傷，最終不治身亡。

## 生平

### 早年
勃蘭特是普魯士騎兵上將格奧爾格·勃蘭特的兒子，出生於柏林夏洛滕堡。1925年，他加入德國國防軍。1936年，他作為德國障礙賽代表隊成員，騎著他的馬「煉金術」參加了柏林夏季奧運會的馬術比賽，並獲得了金牌。
第二次世界大戰爆發時，他是國防軍上尉總參謀部的上尉。在部隊服役後，他於1941年1月晉升為少校，並於1942年4月晉升為中尉。
1943年3月13日，勃蘭特在不知情的情況下參與了暗殺希特勒的行動。亨寧·馮·特雷斯科少將指示法比安·馮·施拉布倫多夫中尉要求勃蘭特將一個裝有他聲稱是君度酒的瓶子的包裹運送到希特勒乘坐的Fw200偵察機上，然後交付給赫爾穆特·史蒂夫上校，作為輸掉賭注的補償。該包裹實際上包含一枚已裝藥的炸彈，但最終未能引爆。
1943年5月，勃蘭特晉升為上校（上校）。

### 720密謀案
1944年7月20日，他抵達了位於東普魯士拉斯滕堡的狼穴總部，參加希特勒主持的會議。在恩斯特·約翰·馮·弗雷恩德少校的協助下，馮·施陶芬貝格上校將一個裝有引爆彈的公文包放在勃蘭特腳下，盡可能靠近希特勒，並放在站在他旁邊的豪辛格將軍的右側。施陶芬貝格隨後藉口接到電話離開了房間。離開後不久，勃蘭特想仔細看看桌上的地圖，卻發現公文包擋住了他的路，於是將公文包移到了一條粗壯的桌腿的另一邊。7分鐘後，炸彈爆炸，炸斷了勃蘭特的一條腿。
第二天，勃蘭特在狼穴醫院接受手術後過世，死後被希特勒追授為少將。

## 影視形象
在2008年的電影《行動代號：華爾奇麗雅》中，海因茨·勃兰特被英國演員湯姆·荷蘭德飾演。